# Edward Lloyd Thomas
 (mars 2019).
Si vous disposez d'ouvrages ou d'articles de référence ou si vous connaissez des sites web de qualité traitant du thème abordé ici, merci de compléter l'article en donnant les références utiles à sa vérifiabilité et en les liant à la section « Notes et références ».
Edward Lloyd Thomas (23 mars 1825 - 8 mars 1898) est un brigadier-général de l'infanterie confédérée pendant la guerre de Sécession venant de l'État de Géorgie. Il est colonel du 35th Georgia Infantry Regiment, qui est affecté à la brigade de Joseph R. Anderson, de la célèbre « Light Division » d'A. P. Hill. " Lorsque Anderson part pour prendre le contrôle de la Tredegar Iron Works à Richmond, Thomas est promu au brigadier général pour commander la brigade. Il conserve ce poste pendant le reste de la guerre et est présent à toutes les grandes batailles de l'armée de Virginie du Nord
Thomas est diplômé de l'Oxford College de l'Université d'Emory et participe à la guerre américano-mexicaine. Il est l'oncle du fameux homme de loi du vieil ouest américain Heck Thomas qui a contribué à faire tomber le gang de Doolin Dalton.

## Avant la guerre
Thomas naît dans le comté de Clarke, en Géorgie, fils d'Edward Lloyd Thomas (arpenteur-géomètre) et de Marie Hogue, le plus jeune de onze enfants. Il est diplômé de l'Oxford College de l'université d'Emory et sert lors de la guerre américano-mexicaine de mai 1847 à août 1848 en tant que second lieutenant dans une compagnie montée indépendante de Géorgie. Avant de servir, il était fermier dans le comté de Whitfield, Géorgie. Trois de ses frères seront des officiers confédérés : Henry Philip (n. 1810) colonel du 16th Regiment of Georgia est tué lors de la bataille de Fort Sanders à Knoxville, dans le Tennessee, en 1863; Lovick Pierce Thomas, I (1812-1878) capitaine et quartier maître du 35th Georgia Infantry, démissionnaire en 1863 en raison d'une blessure ; Wesley Wailes (1820-1906) sert comme commandant dans la légion de cavalerie de Phillip.

## Guerre de Sécession
Après la sécession de la Géorgie, Thomas devient colonel de la Géorgie de la 35th Georgia Infantry en octobre 1861. Le régiment est affecté à la brigade à Joseph R. Anderson, qui fait partie de la célèbre « Light Division » d'A.P. Hill. Tout en commandant le régiment, Thomas est blessé lors de la bataille de Beaver Dam Creek (Mechanicsville) pendant la bataille des sept jours. Cependant, la blessure n'est pas grave et Thomas reste sur le terrain. Lorsque Anderson part pour prendre le contrôle de la Tredegar Iron Works à Richmond, Thomas est promu brigadier général, commandant de la brigade. Il conserve ce poste pendant le reste de la guerre et est présent à toutes les grandes batailles de l'armée de Virginie du Nord.
Lorsque le commandant de la division William D. Pender est mortellement blessé à Gettysburg, Thomas est le commandant le plus ancien  restant à la division. Il n'est pas supposément promu commandant de division, parce que, en tant que géorgien, il n'est pas favorisé dans une division qui contient deux brigades de Caroline du Nord. Quelle que soit la raison, Thomas reste commandant de la brigade jusqu'à Appomattox.

## Après la guerre
Après la guerre, Thomas retourne en Géorgie et est fermier dans le comté de Newton, près de Covington. En 1885, le président Grover Cleveland le nomme à un poste d'agent spécial du bureau foncier au Kansas. Plus tard, il est nommé  agent Indien au sein de l'agence de Sac et Fox, dans le territoire Indien, en Oklahoma. Il meurt en 1898 à South McAlester, dans le territoire Indien, et est enterré à Kiowa, Oklahoma.